# إتاخايي
إتاخايي هي بلدية في البرازيل، تتبع سانتا كاتارينا، بلغ عدد سكانها 183٬373  نسمة، في 2010، تبلغ مساحتها 289٫255 كيلومتر مربع، رمزها البريدي هو 89200-000.

## الموقع
تشترك في الحدود مع:
- Balneário Camboriú [الإنجليزية]‏.

## مدن توأم
المدن التوأم:
- سوديغوارا، تشيبا
- شينشيانغ.

## أعلام
- رودريغو دو ناسيمنتو
- ديلفيم بيكسوتو
- فابيو بينتو
- آرثر باتريانوفا
- غستافو هامر